# Kill!
Kill! è un film del 1971 diretto da Romain Gary.
Film d'azione su sceneggiatura dello stesso regista Romain Gary.

## Trama
Brett, ex agente speciale, viene reclutato dai servizi segreti per snidare alcuni narcotrafficanti marocchini.

## Produzione
La maggior parte delle scene esterne sono state girate in Afghanistan. 
Roman Gary ha imposto ai produttori come protagonista la sua compagna dell'epoca, Jean Seberg. L'attrice era appena uscita da un periodo di forte disturbo depressivo.

## Colonna sonora
Il lungometraggio è noto per il commento sonoro diretto e firmato da Berto Pisano. Il long play è stato edito dalla General Music e ristampato in successivi formati. 
Per il tema principale, l'autore italiano collaborò con la voce soprana Edda Dell'Orso, celebre per essere stata una delle muse di Ennio Morricone.
Nel 1998 venne pubblicato un extended play house, mixato da Junior Pisano.

## Distribuzione
Uscito nelle sale italiane il 30 gennaio 1971, il film è stato edito in home video sia in versione originale che doppiata. 